# Tour der südafrikanischen Rugby-Union-Nationalmannschaft nach Neuseeland 1994
| Tour der Springboks nach Neuseeland 1994 | Tour der Springboks nach Neuseeland 1994 | Tour der Springboks nach Neuseeland 1994 | Tour der Springboks nach Neuseeland 1994 | Tour der Springboks nach Neuseeland 1994 |
| Übersicht                                | S                                        | G                                        | U                                        | N                                        |
| ---------------------------------------- | ---------------------------------------- | ---------------------------------------- | ---------------------------------------- | ---------------------------------------- |
| Test Matches                             | 03                                       | 0                                        | 1                                        | 2                                        |
| Sonstige Spiele                          | 11                                       | 10                                       | 0                                        | 1                                        |
| Gesamt                                   | 14                                       | 10                                       | 1                                        | 3                                        |
|                                          |                                          |                                          |                                          |                                          |
| Neuseeland                               | 03                                       | 0                                        | 1                                        | 2                                        |

Die Tour der südafrikanischen Rugby-Union-Nationalmannschaft nach Neuseeland 1994 umfasste eine Reihe von Freundschaftsspielen der Springboks, der Nationalmannschaft Südafrikas in der Sportart Rugby Union. Das Team reiste von Juni bis August 1994 durch Neuseeland, wobei es 14 Spiele bestritt. Dazu gehörten drei Test Matches gegen die All Blacks und elf weitere Begegnungen mit Provinzmannschaften. Die Springboks mussten in den Test Matches zwei Niederlagen hinnehmen und erreichten ein Unentschieden, in zehn der elf übrigen Spiele gingen sie als Sieger vom Platz. Es handelte sich um den ersten Besuch der Springboks in Neuseeland seit der kontroversen Tour von 1981, die von massiven Protesten gegen die damalige Apartheid-Politik begleitet gewesen war.

## Spielplan
- Hintergrundfarbe grün = Sieg
- Hintergrundfarbe gelb = Unentschieden
- Hintergrundfarbe rot = Niederlage

(Test Matches sind grau unterlegt; Ergebnisse aus der Sicht Südafrikas)
| #  | Datum           | Gegner                            | Ort              | Stadion                       | Ergebnis |
| -- | --------------- | --------------------------------- | ---------------- | ----------------------------- | -------- |
| 01 | 23. Juni 1994   | King Country Rugby Football Union | Taupō            | Owen Delany Park              | 46:10    |
| 02 | 25. Juni 1994   | Counties Manukau Rugby Union      | Pukekohe         | Growers Stadium               | 37:26    |
| 03 | 29. Juni 1994   | Wellington Rugby Football Union   | Wellington       | Athletic Park                 | 36:26    |
| 04 | 02. Juli 1994   | Southland Rugby Football Union    | Invercargill     | Homestead Stadium             | 51:15    |
| 05 | 06. Juli 1994   | Hanan Shield XV                   | Timaru           | Fraser Park                   | 67:19    |
| 06 | 09. Juli 1994   | Neuseeland                        | Dunedin          | Carisbrook                    | 14:22    |
| 07 | 14. Juli 1994   | Taranaki Rugby Football Union     | New Plymouth     | Rugby Park                    | 16:12    |
| 08 | 16. Juli 1994   | Waikato Rugby Union               | Hamilton         | Waikato Stadium               | 38:17    |
| 09 | 20. Juli 1994   | Manawatu Rugby Union              | Palmerston North | Showgrounds Oval              | 47:21    |
| 10 | 23. Juli 1994   | Neuseeland                        | Wellington       | Athletic Park                 | 9:13     |
| 11 | 27. Juli 1994   | Otago Rugby Football Union        | Dunedin          | Carisbrook                    | 12:19    |
| 12 | 30. Juli 1994   | Canterbury Rugby Football Union   | Christchurch     | Lancaster Park                | 21:11    |
| 13 | 03. August 1994 | Bay of Plenty Rugby Union         | Rotorua          | Rotorua International Stadium | 33:12    |
| 14 | 06. August 1994 | Neuseeland                        | Auckland         | Eden Park                     | 18:18    |

## Test Matches
| 9. Juli 1994 14:30 NZST | Neuseeland                                                    | 22 : 14        | Südafrika                                   | Carisbrook, Dunedin Zuschauer: 41.000 Schiedsrichter: Brian Stirling (Irland) |
| 9. Juli 1994 14:30 NZST | Versuche: Kirwan Erhöhungen: Howarth Straftritte: Howarth (5) | (12:3) Bericht | Versuche: Straeuli Straftritte: Joubert (3) | Carisbrook, Dunedin Zuschauer: 41.000 Schiedsrichter: Brian Stirling (Irland) |

Aufstellungen:
- Neuseeland: Graeme Bachop, Stephen Bachop, Mike Brewer, Zinzan Brooke, Olo Brown, Frank Bunce, Mark Cooksley, Sean Fitzpatrick , Shane Howarth, Alama Ieremia, Ian Jones, John Kirwan, Blair Larsen, Richard Loe, John Timu 
 Auswechselspieler: Craig Dowd, Arran Pene
- Südafrika: John Allan, Mark Andrews, Steve Atherton, André Joubert, Hennie le Roux, Johan le Roux, Pieter Muller, Adriaan Richter, Johan Roux, James Small, Rudolf Straeuli, Tiaan Strauss , Balie Swart, Brendan Venter, Chester Williams 
 Auswechselspieler: Guy Kebble

| 23. Juli 1994 | Südafrika                                     | 13 : 9         | Neuseeland                    | Athletic Park, Wellington Zuschauer: 38.600 Schiedsrichter: Brian Stirling (Irland) |
| 23. Juli 1994 | Versuche: Z. Brooke Timu Straftritte: Howarth | (10:6) Bericht | Straftritte: van Rensburg (3) | Athletic Park, Wellington Zuschauer: 38.600 Schiedsrichter: Brian Stirling (Irland) |

Aufstellungen:
- Neuseeland: Graeme Bachop, Stephen Bachop, Mike Brewer, Robin Brooke, Zinzan Brooke, Olo Brown, Frank Bunce, Mark Cooksley, Sean Fitzpatrick , Shane Howarth, Alama Ieremia, John Kirwan, Blair Larsen, Richard Loe, John Timu 
 Auswechselspieler: Jamie Joseph, Walter Little
- Südafrika: John Allan, Mark Andrews, Steve Atherton, Guy Kebble, Hennie le Roux, Johan le Roux, Japie Mulder, Francois Pienaar , Adriaan Richter, Johan Roux, James Small, Tiaan Strauss, Theo van Rensburg, Brendan Venter, Chester Williams 
 Auswechselspieler: André Joubert

| 6. August 1994 14:30 NZST | Südafrika                | 18 : 18        | Neuseeland                                                            | Eden Park, Auckland Zuschauer: 50.100 Schiedsrichter: (Frankreich) |
| 6. August 1994 14:30 NZST | Straftritte: Howarth (6) | (9:12) Bericht | Versuche: Johnson Venter Erhöhungen: Johnson Straftritte: Johnson (2) | Eden Park, Auckland Zuschauer: 50.100 Schiedsrichter: (Frankreich) |

Aufstellungen:
- Neuseeland: Graeme Bachop, Stephen Bachop, Mike Brewer, Robin Brooke, Zinzan Brooke, Olo Brown, Frank Bunce, Sean Fitzpatrick , Shane Howarth, Alama Ieremia, Ian Jones, John Kirwan, Blair Larsen, Richard Loe, John Timu 
 Auswechselspieler: Michael Jones
- Südafrika: John Allan, Keith Andrews, Mark Andrews, Steve Atherton, Gavin Johnson, André Joubert, Hennie le Roux, Japie Mulder, Francois Pienaar , Adriaan Richter, Johan Roux, Balie Swart, Fritz van Heerden, Brendan Venter, Chester Williams 
 Auswechselspieler: James Small